# じんべえ
『じんべえ』は、あだち充による日本の漫画作品。『ビッグコミックオリジナル』（小学館）にて、1992年から1997年まで不定期に掲載された読みきり連作で、単行本は全1巻が小学館（ビッグコミックススペシャル）から1997年に発売された。のち、2007年に小学館文庫版が発売された。
1998年にフジテレビ系でテレビドラマ化された。

## 概要
主人公の高梨陣平（30代終盤）は、死別した妻の連れ子である高校生の美久と2人暮らし。親子の関係を大切にしながらも恋愛風味を感じさせて進行する、コメディ漫画。「血のつながらない父娘」という設定は、「血のつながらない兄妹」という『みゆき』の設定を、掲載誌に合わせてシフトしたような格好になっている。
当時『週刊少年サンデー』での連載を主たる活動としていたあだち充の、数少ない（1年に1度程度）他誌掲載作品である。

## 登場人物
高梨陣平
通称：じんべえ。水族館職員（ドラマでは海洋生物学の教授）。美久の父親だが血のつながりはない。大学時代はサッカーをしており、そこそこ名の知れたゴールキーパーだった。
高梨美久
じんべえの娘。宮下と理加子との間に生まれた。高校では写真部に所属。
高梨理加子
宮下と結婚し美久を生んだがその8年後に離婚し、そこから4年後に美久を連れてじんべえと再婚した。しかしそれから1年あまりで亡くなった。故人のため劇中には登場しない。
宮下
じんべえの大学時代の先輩。理加子と結婚し美久をもうけるが、家庭よりも仕事を優先したために離婚した。
寺西
美久の同級生でサッカー部のエース。女ウケはいいようだが、美久にはあくまで友人としか見てもらえない。

## テレビドラマ
1998年10月12日から12月21日まで毎週月曜日 21:00 - 21:54にフジテレビ系の「月9」で全11回が放送された。
2007年に小学館より発売された文庫版では松たか子がエッセイを寄稿している。

### キャスト
- 高梨 陣平〈50〉- 田村正和
- 高梨 美久〈20〉- 松たか子
- 寺西 真〈25〉- 草彅剛
- 辻 真理子〈31〉- 高島礼子
- 石塚 秀一 - 宇梶剛士
- 宮下 由紀夫 - 清水綋治
- 三田村 学〈50〉- 森本レオ
- 大崎 真由美 - 西山繭子
- 町山 智子 - 黒坂真美
- ヒロ - 合田雅吏
- 小野寺教授 - 今福将雄
- 高梨 理加子 - 松本孝美

### スタッフ
- 原作 - あだち充
- 原案協力 - 村上正直、浅井認、鈴木翼（小学館「隔週刊ビッグコミックオリジナル」編集部）
- 脚本 - 吉田紀子
- 演出 - 永山耕三、木村達昭
- プロデュース - 杉尾敦弘
- 音楽 - SR Smoothy「Opus One」
- 主題歌 - 未来玲可「海とあなたの物語」
- 演出補 - 西浦匡規
- プロデュース補 - 朝倉千代子
- 広報 - 大貫伊都子
- 記録 - 佐久間亮子、恩田一代
- 制作担当 - 谷正光
- 制作主任 - 花山信大、新谷暢之
- 選曲・音響効果 - 大貫悦男
- 協力 - 砧スタジオ、K&L、バスク、アクティブ・ツーワン、日本鯨類研究所、フェネック、FCプラン、日本水中映像、日本航空
- 制作著作 - フジテレビ

### 放送日程
| 各話                                                       | 放送日   | サブタイトル                              | 演出     | 視聴率 |
| ---------------------------------------------------------- | -------- | ----------------------------------------- | -------- | ------ |
| 第1話                                                      | 10月12日 | 初恋                                      | 永山耕三 | 22.6%  |
| 第2話                                                      | 10月19日 | キスした夜                                | 永山耕三 | 16.6%  |
| 第3話                                                      | 10月26日 | 片思い                                    | 永山耕三 | 19.6%  |
| 第4話                                                      | 11月02日 | 失恋                                      | 木村達昭 | 13.7%  |
| 第5話                                                      | 11月09日 | 新しい恋                                  | 木村達昭 | 15.1%  |
| 第6話                                                      | 11月16日 | 恋するふたり                              | 永山耕三 | 15.6%  |
| 第7話                                                      | 11月23日 | 大人の女                                  | 永山耕三 | 12.1%  |
| 第8話                                                      | 11月30日 | 告白                                      | 木村達昭 | 14.5%  |
| 第9話                                                      | 12月07日 | 行かないで                                | 木村達昭 | 15.1%  |
| 第10話                                                     | 12月14日 | ふたりの決断                              | 永山耕三 | 12.8%  |
| 最終話                                                     | 12月21日 | ニューヨーク・ラブストーリーそして二人は… | 永山耕三 | 16.8%  |
| 平均視聴率 15.9%（視聴率は関東地区・ビデオリサーチ社調べ） |          |                                           |          |        |

- 最終回は21時4分 - 22時24分の26分拡大放送。

| フジテレビ系 月曜9時枠の連続ドラマ      | フジテレビ系 月曜9時枠の連続ドラマ     | フジテレビ系 月曜9時枠の連続ドラマ                    |
| 前番組                                  | 番組名                                 | 次番組                                                |
| --------------------------------------- | -------------------------------------- | ----------------------------------------------------- |
| ボーイハント （1998年7月6日 - 9月21日） | じんべえ （1998年10月12日 - 12月21日） | Over Time-オーバー・タイム （1999年1月4日 - 3月22日） |